# Ezequiel Bullaude
Ezequiel Eduardo Bullaude (Mendoza, 26 ottobre 2000) è un calciatore argentino, centrocampista del Fortuna Sittard in prestito dal Feyenoord.

## Caratteristiche tecniche
È un'centrocampista centrale.

## Carriera
Cresciuto nel settore giovanile del Godoy Cruz, ha esordito in prima squadra il 20 ottobre 2018 disputando l'incontro di Primera División vinto 2-0 contro l'Aldosivi.

## Statistiche
Statistiche aggiornate al 10 febbraio 2019.

### Presenze e reti nei club
| Stagione        | Squadra         | Campionato      | Campionato | Campionato | Coppe nazionali | Coppe nazionali | Coppe nazionali | Coppe continentali | Coppe continentali | Coppe continentali | Altre coppe | Altre coppe | Altre coppe | Totale | Totale | Totale |
| Stagione        | Squadra         | Comp            | Pres       | Reti       | Comp            | Pres            | Reti            | Comp               | Pres               | Reti               | Comp        | Pres        | Reti        | Pres   | Reti   |        |
| --------------- | --------------- | --------------- | ---------- | ---------- | --------------- | --------------- | --------------- | ------------------ | ------------------ | ------------------ | ----------- | ----------- | ----------- | ------ | ------ | ------ |
| 2018-2019       | Godoy Cruz      | PD              | 3          | 0          | CA              | 0               | 0               |                    | -                  | -                  |             | -           | -           | 3      | 0      |        |
| Totale carriera | Totale carriera | Totale carriera | 3          | 0          |                 | 0               | 0               |                    | -                  | -                  |             | -           | -           | 3      | 0      |        |

## Palmarès

### Club

#### Competizioni nazionali
- Campionato olandese: 1

Feyenoord: 2022-2023